# Tadeusz Salski

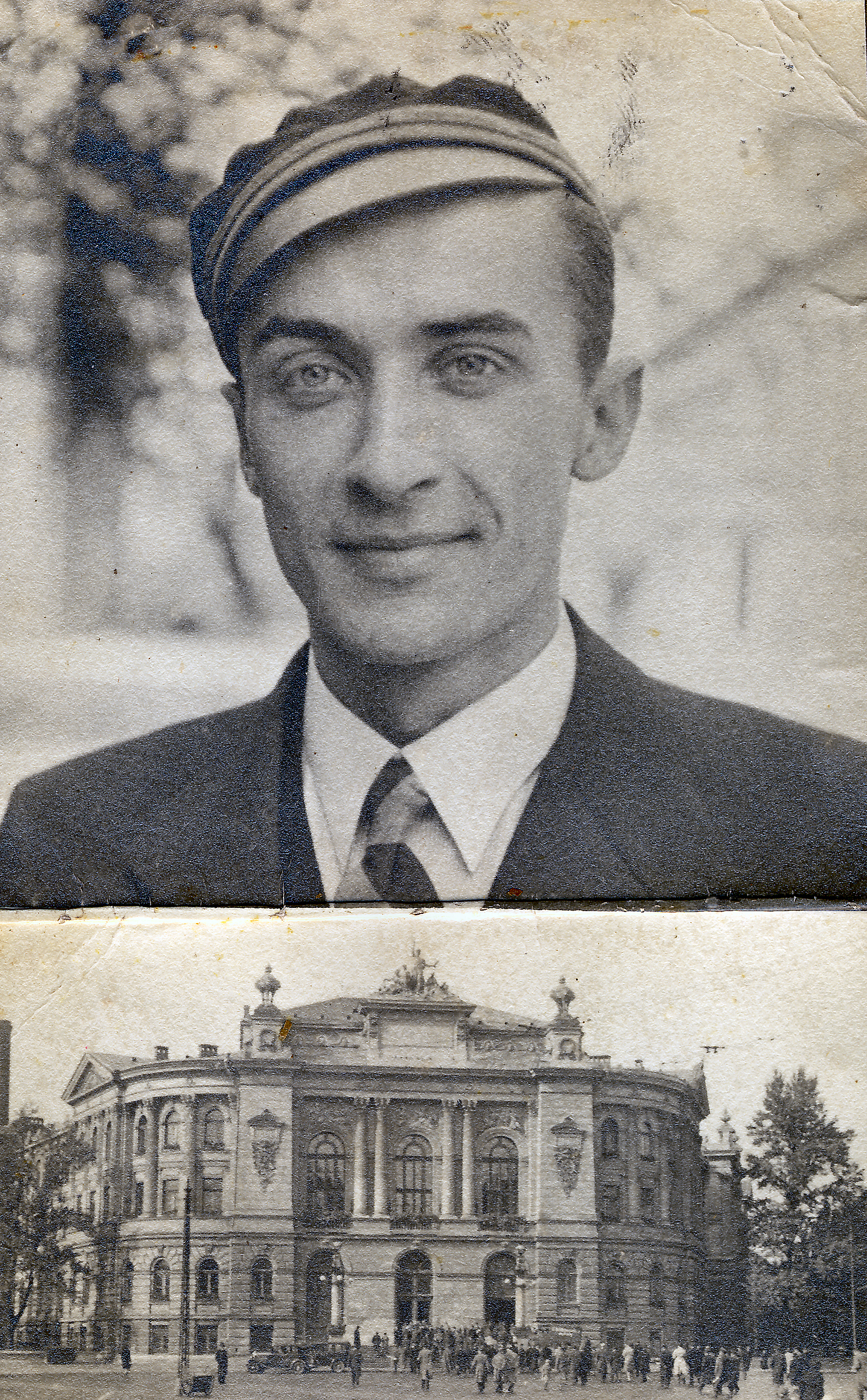
Tadeusz Salski w czasach studenckich na PW

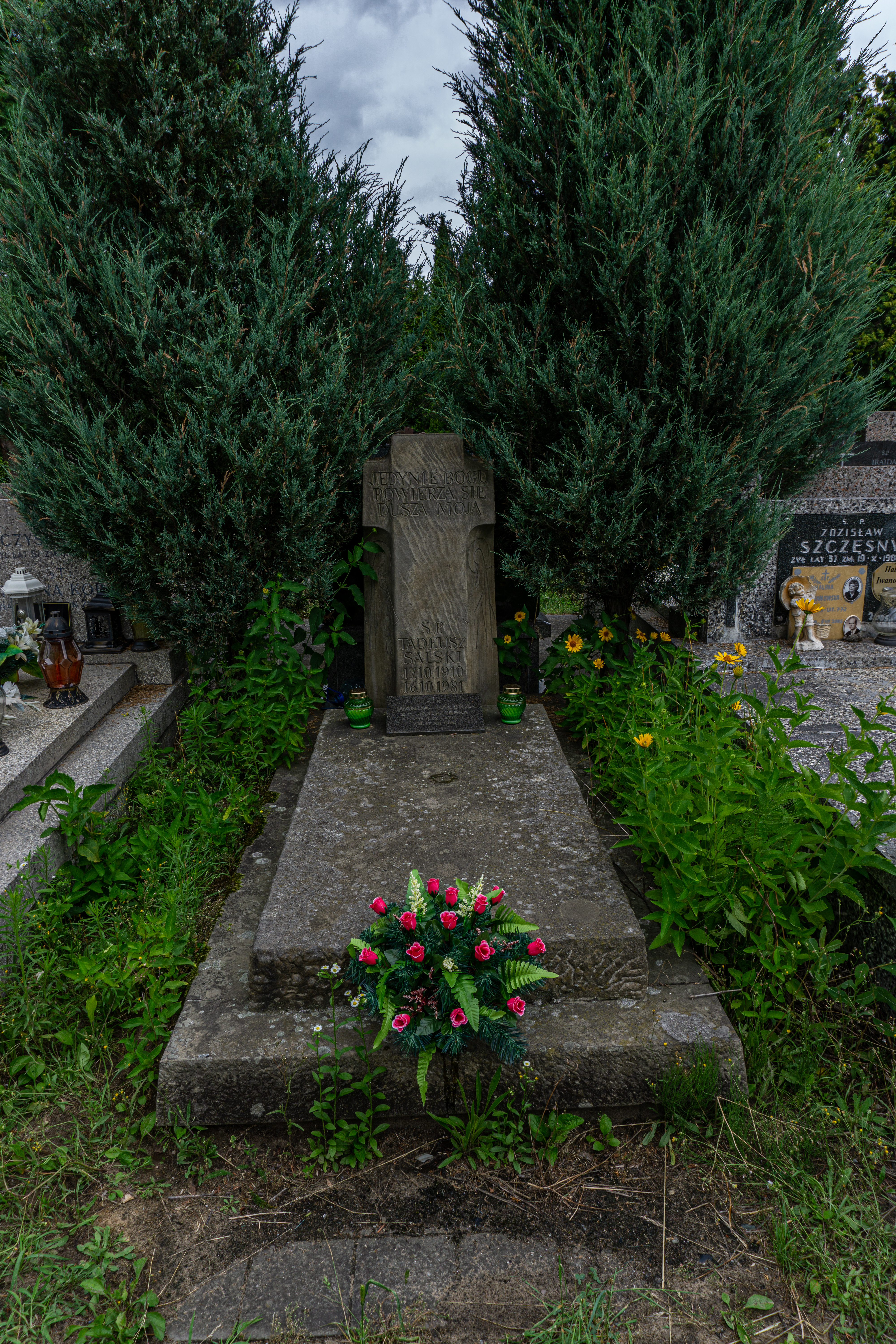
Grób Tadeusza Salskiego na cmentarzu Komunalnym Północnym w Warszawie

Tadeusz Salski (ur. 17 października 1910 w Częstochowie, zm. 16 października 1981 w Warszawie) – polski inżynier, działacz polityczny o orientacji narodowej, działacz Obozu Narodowo-Radykalnego ABC w dwudziestoleciu międzywojennym, a w trakcie okupacji niemieckiej jeden z organizatorów i przywódców Organizacji Wojskowej Związek Jaszczurczy i Narodowych Sił Zbrojnych.

## Życiorys
Był synem Zenona i Heleny z domu Napieralskiej. W 1929 rozpoczął studia na Wydziale Mechanicznym Politechniki Warszawskiej, które kilkakrotnie przerywał zarówno ze względów zarobkowych jak i z powodu zawieszenia w prawach studenta za działalność w ruchu narodowym. Od 1926 związany był z Ruchem Młodych Obozu Wielkiej Polski, a następnie z Sekcją Młodych Stronnictwa Narodowego. W 1934 przystąpił do nowo utworzonego Obozu Narodowo-Radykalnego. Od 1935 był działaczem Obozu Narodowo-Radykalnego ABC, reprezentując w Komitecie Wykonawczym Organizacji Polskiej pion akademicki (był jednocześnie liderem ONR ABC na Politechnice Warszawskiej).
Po agresji III Rzeszy na Polskę, uczestniczył w polskiej wojnie obronnej września 1939 w stopniu podchorążego. W okresie okupacji niemieckiej był przywódcą konspiracyjnej Organizacji Polskiej, współtworząc Organizację Wojskową Związek Jaszczurczy oraz tzw. Grupę Szańca. W 1942 był jednym z twórców Narodowych Sił Zbrojnych w ramach których kierował Wydziałem Politycznym Komendy Głównej NSZ. Był członkiem politycznego organu zwierzchniego Narodowych Sił Zbrojnych – Tymczasowej Narodowej Rady Politycznej. Pod koniec 1943 wyjechał do Londynu w celu uzyskania specjalnych warunków scalania NSZ z AK (jego misja zakończyła się niepowodzeniem). Po II wojnie światowej pozostał na emigracji, a w 1946 wyjechał na stałe do Brazylii. Do Polski powrócił w 1976. Zmarł 16 października 1981 i został pochowany na Cmentarzu Komunalnym Północnym w Warszawie.